# Olga Soumska
Pour les articles homonymes, voir Soumska et Olga.
Olga Viatcheslavivna Soumska (en ukrainien : Ольга В'ячеславівна Сумська) est une actrice soviétique, puis ukrainienne, née le 22 août 1966 à Lviv (alors en Ukraine soviétique). Elle est issue d'une célèbre famille d'acteurs qui jouaient au théâtre-opéra national de Lvov, devenu en 1956 le théâtre Ivan-Franko. Elle est nommée Artiste du peuple (1997) et émérite de l’Ukraine (2009) et lauréate du prix national Taras-Chevtchenko (1996).

## Biographie
Olga Soumska est née en 1966 à Lviv dans une famille d'acteurs célèbres, puis passe la plupart de sa jeunesse à Zaporijjia. Elle est diplômée de l'Université nationale de théâtre, de cinéma et de télévision Karpenko-Kary en 1987. L'année suivante, elle devient actrice au Théâtre national académique Lessia-Oukraïnka.
Olga commence à tourner au cinéma pendant ses jeunes années à l'université. Elle gagne une grande notoriété grâce au rôle principal de Roxelane dans le feuilleton Roxelane entre 1997 et 2000. Elle prête aussi sa voix au personnage principal, Maléfique, dans la version en ukrainien de Maléfique des studios Walt Disney (2014) et au personnage de la reine dans La Reine des neiges (film, 2012) pour la version en ukrainien.
En décembre 2012, elle signe une lettre contre Ioulia Tymochenko.

## Les mentions honorables
- 1996 : prix national Taras-Chevtchenko
- 2015 : femme du Troisième Millénaire[4]